# Tiny Angel
『Tiny Angel』（タイニー エンジェル）は、小森まなみの2作目の企画ミニアルバムである。1997年10月3日、スターチャイルドより発売された。

## 解説
- 小森が出演しているラジオのテーマソング、またはゲームのタイアップソングを収録。更に書き下ろしの楽曲も収録されている。
- 『Courage〜クゥ・ラージュ〜』につづき、丸尾めぐみがアルバムのプロデュースを手がけている。
- 「Come on the HERO!（Version M）」は高橋直純とのユニット・AsRの前身となるAS-Revolutionの楽曲である。

## 収録曲
1. Love for you〜あなたを知りたい〜
  - 作詞：小森まなみ、作曲・編曲：池間史規
  - ラジオ『小森まなみの素敵にLove for you』オープニングテーマ
2. Come on the HERO!（Version M）
  - 歌：AS-Revolution
  - 作詞：小森まなみ、作曲：Lake Devils Jr.、編曲：飯塚昌明
  - セガサターン用ゲーム『キューブバトラー デバッガー翔編』イメージソング
3. フォトジェニック
  - 作詞：小森まなみ、作曲：Lake Devils Jr.、編曲：池間史規
  - プレイステーション用ゲーム『フォトジェニック』挿入歌
4. Happy Happy Birthday
  - 作詞：小森まなみ、作曲：RITZ、編曲：池間史規
  - プレイステーション用ゲーム『フォトジェニック』オープニングテーマ
5. THUNDER BOLT〜ボクはキミが必要〜
  - 作詞：小森まなみ、作曲・編曲：飯塚昌明
6. I miss you…
  - 作詞：小森まなみ、作曲・編曲：丸尾めぐみ